# Відкритий чемпіонат Японії з тенісу 2022
Відкритий чемпіонат Японії з тенісу 2022 — тенісний турнір, що проходив на кортах з твердим покриттям у Tokyo, Японія з 3 до 9 жовтня. Належав до категорії ATP 500.

## Фінальна частина

### Одиночний розряд
Тейлор Фріц —  Френсіс Тіафо 7–6(7–3), 7–6(7–2)

### Парний розряд
Маккензі Макдоналд /  Марсело Мело —  Рафаель Матос /  Давід Веґа Ернандес 6–4, 3–6, [10–4]